# Aero A-300
Aero A-300 – czechosłowacki prototyp samolotu bombowego, zbudowany w 1938 roku w wytwórni Aero Vodochody w Pradze.

## Historia

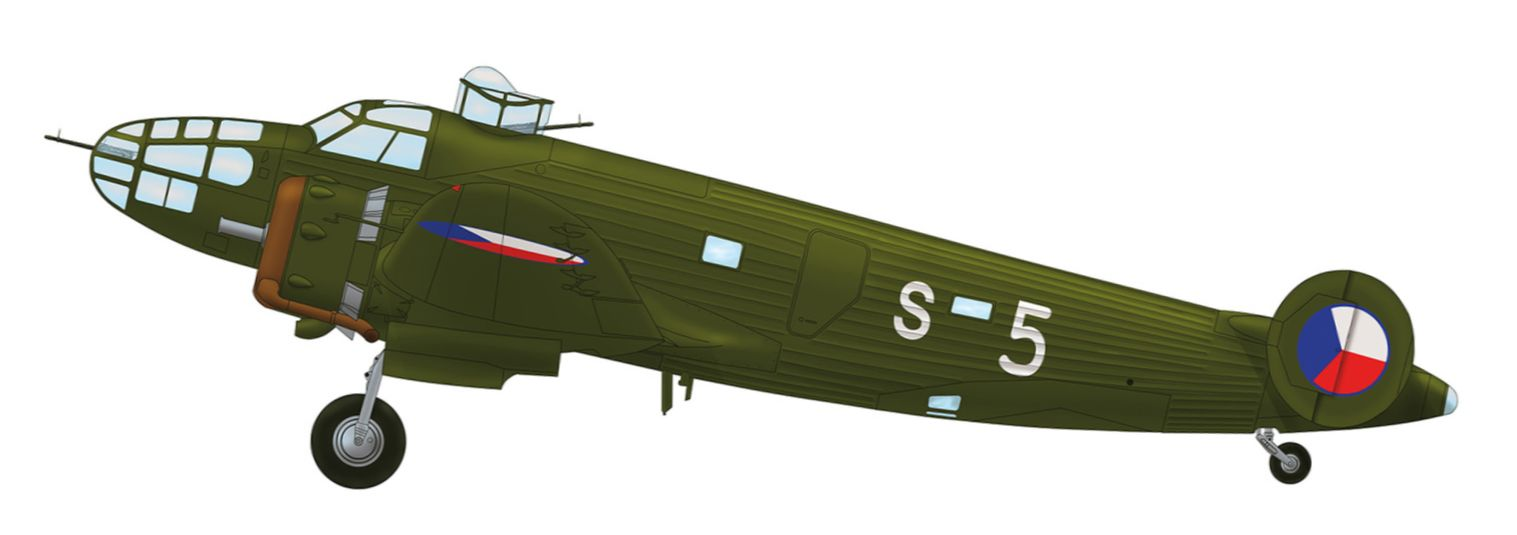
Prototyp Aero A.300.1, latem 1938

W połowie lat trzydziestych czechosłowackie Ministerstwo Obrony Narodowej podjęło decyzję o wzmocnieniu swojego lotnictwa i zwróciła się do czechosłowackich wytwórni lotniczych o podjęcie prac nad opracowaniem nowych samolotów.
W lipcu 1936 roku firma Aero rozpoczęła pracę nad kolejną wersja samolotu bombowego, który oznaczono jako A-300, który był modyfikacją projektu samolotu A-206. W 1937 roku na wystawie w Pradze pokazano model samolotu A-300, który miał zmieniony układ skrzydeł, zmieniony kadłub z umieszczoną z przodu oszkloną kabiną obserwatora/bombardiera. Do jego napędu przewidziano silniki gwiazdowe Bristol Mercury IX o mocy 830 KM (610 kW) umieszczone w gondolach na skrzydłach. Zastosowano w nim również nowoczesne śmigła przestawialne i nowe usterzenie z podwójnymi statecznikami pionowymi. 
Prace nad budową prototypu trwały do 1938 roku i został ostatecznie oblatany w kwietniu 1938 roku, w tym też roku skierowano go do badań w wojskowym instytucie lotniczym. Badania te potwierdziły jego zalety i znakomite osiągi. Jeszcze w 1938 roku czechosłowackie Ministerstwo Obrony Narodowej zamówiło 12 egzemplarzy tych samolotów, zainteresowało się również nimi Grecja, która również chciała wyprodukować 12 egzemplarzy tego samolotu na licencji. Jednak w związku z zajęciem w marcu 1939 roku Czechosłowacji przez Niemcy nie rozpoczęto jego produkcji seryjnej. 
Zbudowany tylko jeden prototyp samolotu Aero A-300.

## Użycie w lotnictwie
Samoloty Aero A-300 był używany tylko do badań, po zajęciu Czechosłowacji przez Niemcy, samolot został przekazany do badań w zakładach Focke-Wulf w Bremie. Tam po testach został on ostatecznie złomowany.

## Opis konstrukcji
Samolot Aero A-300 był dwusilnikowym dolnopłatem wolnonośnym, samolotem bombowym o konstrukcji mieszanej – metalowej i drewnianej, pokrycie ze sklejki i płótna. Kabiny załogi zakryte. Podwozie trójkołowe – chowane w locie do gondoli silników, ze stałym kółkiem ogonowym. Napęd: dwa silniki gwiazdowe umieszczone w gondolach na skrzydłach. Śmigła trzyłopatowe, metalowe, przestawialne w locie.